# Cerkiew św. Mikołaja w Wysocku Wyżnym
Cerkiew św. Mikołaja – zabytkowa cerkiew prawosławna w Wysocku Wyżnym, w obwodzie lwowskim. Zbudowana na lekkim wzniesieniu. Jej ściany są koloru jasnozielonego (seledynowego), zaś główna część budowli zwieńczona została srebrną kopułą.